# Amberboa
Amberboa là một chi thực vật có hoa trong họ Cúc (Asteraceae).

## Loài
Chi Amberboa gồm các loài:
- Amberboa amberboi (L.) Tzvelev - Turkmenistan, Kazakhstan, Uzbekistan, Iran, Armenia
- Amberboa bucharica Iljin - Turkmenistan, Kazakhstan, Uzbekistan, Tajikistan, Kyrgyzstan, Afghanistan, Iran
- Amberboa glauca (Puschk. ex Willd.) Muss.Puschk. ex Grossh. - Caucasus, Iran, Turkey
- Amberboa moschata (L.) DC. - Caucasus, Turkey, Iran, Iraq
- Amberboa nana (Boiss.) Iljin - Altai, Caucasus, Turkey, Iran, Iraq, Lebanon, Syria, Kazakhstan
- Amberboa odorata (Cass.) DC.
- Amberboa ramosa (Roxb.) Jafri - India, Pakistan, Afghanistan
- Amberboa sosnovskyi Iljin - Caucasus, Iran
- Amberboa turanica Iljin - Russia, Caucasus, Iran, Central Asia, Xinjiang, Pakistan, Afghanistan